# Ninja Scroll – Die Serie
Ninja Scroll – Die Serie (獣兵衛忍風帖＜龍宝玉篇＞, Jūbei/Jubē Nimpūchō <Ryūhōgyoku Hen>) ist eine 13-teilige Anime-Fernsehserie des Studios Madhouse aus dem Jahr 2003. Sie setzt den Film Ninja Scroll von 1993 fort und spielt einige Zeit nach der Handlung des Films.

## Handlung
Der Ninja Kibagami Jubei reist durch das Land und lässt sich für Geld anheuern, richtet sich aber nach dem Ehrenkodex der Ninjas. Zuvor war Jubei Mitglied eines Clans, der von Himuro Genma angeführt wurde. Als dieser ihn töten lassen wollte, löschte Jubei den Clan aus.
Nun bricht Krieg zwischen den Ninja-Clans aus, als Roga, Angehöriger des Hiruko-Clans, den Drachenstein stiehlt. Jubei nimmt ihm den Stein ab und muss ihn nach Rogas Tod nun zu Shigure, der Prinzessin des Lichts bringen. Er wird dabei verfolgt von den Clans von Hiruko und Kimon Shu. Shigure lebt, ohne von ihrer Bedeutung zu wissen, in einem kleinen Dorf. Als dieses zerstört wird, macht sie sich mit Tsubute und Dakuan auf die Reise, herauszufinden wer sie ist. Beim Kampf zwischen Jubei und einem Hiruko-Ninja zerbricht der Stein in zwei Teile, einer wird von Wurzeln verschlungen und ein anderer gerät in die Hände der Kimon Shu.
Nach vielen Kämpfen wird schließlich Shigure von den Kimon Shu entführt und Jubei muss sie retten. Bei den Kimon Shu kommt der Stein wieder zusammen. Im Land der Hiruko wird ihr der Drachenstein schließlich übergeben und sie wird zur Prinzessin des Lichts.

## Produktion und Veröffentlichung
Die Serie wurde 2003 vom Studio Madhouse unter der Regie von Tatsuo Satō produziert. Das Charakterdesign entwarf Takahiro Yoshimatsu und die künstlerische Leitung übernahmen Shinichi Uehara und Yuji Ikeda. Yoshiaki Kawajiri, Schöpfer des Films von 1993, war als Supervisor an der Produktion beteiligt. Finanziell an der Produktion beteiligt war das amerikanische Unternehmen Urban Vision, das die Serie daher in den USA schon parallel zur japanischen Veröffentlichung auf DVD herausbrachte. Der Anime wurde vom 15. April bis zum 15. Juli 2003 durch den japanischen Sender WOWOW ausgestrahlt.
Die Serie erschien auf Englisch in Nordamerika, Australien und Großbritannien und wurde unter anderem ins Französische, Spanische und Russische übersetzt. 2005 wurde die Serie auf vier DVDs bei Anime Virtual in Deutschland veröffentlicht. Die Folgen erhielten eine Altersfreigabe ab 16 Jahren. Vom 16. August bis zum 28. Oktober 2007 strahlte der Sender Animax den Anime in Deutschland aus.

### Synchronisation
Die deutsche Synchronisation wurde angefertigt von der Firma Elektrofilm.
| Rolle          | Japanischer Sprecher (Seiyū) | Deutscher Sprecher |
| -------------- | ---------------------------- | ------------------ |
| Jubei Kibagami | Rikiya Koyama                | Nicolás Artajo     |
| Shigure        | Hōko Kuwashima               | Rubina Kuraoka     |
| Dakuan         | Yuzuru Fujimoto              | Klaus Jepsen       |
| Tsubute        | Romi Paku                    | Ricardo Richter    |

### Musik
Die Musik der Serie wurde produziert von Kitaro und Peter McEvilley. Von beiden stammen auch Vor- und Abspanntitel, für die die Charakterthemen von Jubei und Shigure verwendet wurden.

## Rezeption
Laut AnimaniA lässt die Serie die dichte Atmosphäre und das klassische Charakterdesign des Films vermissen. Die detailreichen, fantastischen Hintergründe werden gelobt, ebenso der Soundtrack. Das große Budget zeige sich besonders in der hohen Qualität der sehr flüssigen Animation, die kaum mit Standbildern auskommt. Das Charakterdesign jedoch sei „unfreiwillig komisch und flach“. Fast alle Figuren wurden in Erscheinung und Charakter deutlich verjüngt, wurden dabei auch oberflächlicher. Die Geschichte sei „verhältnismäßig einfach gestrickt“ und berge einige abrupte Stimmungswechsel. Die Handlung ohne weiteren Tiefgang biete lediglich den Rahmen, den Helden von Kampf zu Kampf zu schicken. Für Anhänger des Genres biete der Anime zumindest blutige Ninja-Action mit grotesken Gegnern, für alle anderen nichts. Die deutsche Synchronisation habe einige Schwächen, Bild- und Tonqualität der deutschen Veröffentlichung seien guter Durchschnitt.